# 白銀のレーサー
『白銀のレーサー』（Downhill Racer）は1969年のアメリカ合衆国の映画。マイケル・リッチー監督の作品で、主演はロバート・レッドフォード。シルベスター・スタローンの映画デビュー作である。

## キャスト
※括弧内は日本語吹替（初回放送1976年1月1日『木曜洋画劇場』）
- デビッド：ロバート・レッドフォード（仲村秀生）
- クレア：ジーン・ハックマン（木村幌）
- キャロル：カミラ・スパーブ（鈴木弘子）
- マチェーテ：カール・ミカエル・フォーグラー
- ジョニー：ジム・マクマラン（国坂伸）
- レストランの客：シルベスター・スタローン

## スタッフ
- 監督：マイケル・リッチー
- 製作：リチャード・グレグソン
- 原作：オークレイ・ホール
- 脚本：ジェームズ・ソルター
- 撮影：ブライアン・プロビン
- 音楽：ケニヨン・ホプキンス